# Mantissa
Sia a un numero  positivo, si definisce mantissa del numero reale a la parte frazionaria del logaritmo di a rispetto a una qualche base.

## Storia
Il termine non ha significato in lingua italiana al di fuori dal contesto matematico. Deriva dal termine latino mantissa (probabilmente di origine etrusca), che indicava una aggiunta di riempimento. Il termine è entrato nell'uso della lingua inglese e dell'italiano antico per indicare un'aggiunta o una cosa di poco conto.
Nel 1624 il termine venne adottato da Henry Briggs per indicare la parte decimale da aggiungere alla parte intera di un logaritmo.
Con lo sviluppo delle notazioni in virgola mobile, che hanno assunto grande importanza in seguito alla nascita dei calcolatori, il termine è stato impiegato sia in italiano sia in inglese per indicare le cifre significative del numero rappresentato. Tale uso è stato probabilmente introdotto da Arthur Burks nel 1946. Tale uso è ancora comune nel contesto informatico, tuttavia è deprecato dallo standard IEEE 754 e da diverse figure tra le quali William Kahan, che usa il termine significand e considera errato l'uso di mantissa, e Donald Knuth, che usa l'espressione parte frazionaria e considera l'uso di mantissa in questo contesto un abuso terminologico, in quanto si tratta di un concetto che ha un significato differente nel contesto dei logaritmi, dove gode di proprietà diverse. Le notazioni scientifica e in virgola mobile sono rappresentazioni log-lineari, non logaritmiche, e nell'eseguire prodotti di numeri in virgola mobile si esegue il prodotto delle parti frazionarie e la somma degli esponenti, mentre nel prodotto di logaritmi si sommano sia le caratteristiche sia le mantisse. In questa accezione, nella lingua inglese il termine è stato sostituito da significand, introdotto da Forsythe e Moler nel 1967.

## Esempio
Dato il numero 147, {\displaystyle \log _{10}}(147) = 2,1673173, la sua mantissa è il numero dopo la virgola (1673173).

## Proprietà
La mantissa di un numero a non varia se si moltiplica o si divide il numero "a" per una potenza intera della base del logaritmo; ovvero la mantissa di {\displaystyle a} in base {\displaystyle m} è uguale alla mantissa di {\displaystyle am^{k}} {\displaystyle (k\in \mathbb {Z} )}, dato che {\displaystyle \log _{m}(am^{k})=\log _{m}(a)+k} e quindi la parte frazionaria resta invariata, visto che l'addendo è un intero.
Questa proprietà, unita a quelle della caratteristica del logaritmo rende possibile la costruzione di tavole di logaritmi  che consentono, note le prime n cifre del numero, (con n il grado di accuratezza) di individuare le prime n cifre della parte decimale del logaritmo ed approssimare le successive, e viceversa, note le prime n cifre della mantissa è possibile calcolare le prime n cifre del numero.